# Medetomidyna
Medetomidyna (łac. medetomidinum) – organiczny związek chemiczny zbudowany z reszty imidazolu połączonej mostkiem metylometylenowym z pierścieniem o-ksylenu, silny i selektywny agonista receptorów alfa-2 adrenergicznych, który hamuje uwalnianie noradrenaliny z neuronów noradrenergicznych (wywołuje sedację i znieczulenie). Jest wykorzystywany w medycynie weterynaryjnej w leczeniu psów i kotów. Zwykle występuje w postaci chlorowodorku. Produkty lecznicze występują pod postacią mieszaniny racemicznej dwóch enancjomerów, z których bardziej aktywnym stereoizomerem jest deksmedetomidyna o konfiguracji S.

## Właściwości farmakologiczne

### Właściwości farmakodynamiczne
Medetomidyna to silny, selektywny agonista receptorów alfa-2 adrenergicznych. Jej działanie polega na hamowaniu uwalniania noradrenaliny z neuronów noradrenergicznych, co wywołuje efekt sedacji i analgezji (tylko przy wyższych dawkach). Działanie to jest zależne od dawki w zakresie stopnia i czasu jego trwania. Medetomidyna jest mieszaniną racemiczną zawierającą aktywny enancjomer – deksmedetomidynę i nieaktywny enancjomer – lewomedetomidynę. Hamowaniu ulega neurotransmisja w układzie współczulnym w obrębie ośrodkowego układu nerwowego, poziom świadomości zostaje obniżony. Może także zmniejszyć się częstość oddechów i temperatura ciała. Obwodowo, medetomidyna stymuluje receptory alfa-2 adrenergiczne w mięśniach gładkich naczyń, co wywołuje ich zwężenie i wzrost ciśnienia (krótkotrwały), a to prowadzi z kolei do zmniejszenia częstości akcji serca i rzutu serca. Po podaniu substancji następuje również wzrost stężenia cukru we krwi.

### Właściwości farmakokinetyczne
Medetomidyna szybko wchłania się po iniekcji domięśniowej i równie szybko rozprzestrzenia się po całym organizmie. Wiąże się z białkami w 85-90%. Substancja ta zostaje utleniona głównie w wątrobie, a mała ilość ulega metylacji w nerkach. Metabolity są wydalane głównie z moczem. Maksymalne stężenie w osoczu osiąga się po upływie 15-20 minut. Okres półtrwania wynosi 1,2 godziny u psów i 1,5 godziny u kotów.

## Lek weterynaryjny

### Wskazania
Lek zatwierdzono do stosowania u psów i kotów w celu wywołania przejściowego unieruchomienia, uspokojenia i znieczulenia. Zaleca się stosowanie preparatu tylko w przypadku badań nieinwazyjnych lub umiarkowanie bolesnych, które nie powinny trwać dłużej niż pół godziny. U psów i kotów jest stosowana często jako premedykacja przed podaniem znieczulenia ogólnego. Dodatkowo, u kotów może być łączona z ketaminą w celu przeprowadzenia krótkich zabiegów.

### Przeciwskazania
Nie należy stosować preparatów zawierających medetomidynę w przypadku zwierząt z chorobami układu krążenia (w tym choroby sercowo-naczyniowe), chorobami układu oddechowego i upośledzoną czynnością wątroby lub nerek oraz przy mechanicznych zaburzeniach układu pokarmowego, tj. skręt żołądka, niedrożność przełyku, uwięźnięcia. Odradza się stosowanie leku u zwierząt w stanie wstrząsu, wygłodzenia, odwodnienia lub ciężkiego osłabienia oraz u zwierząt w czasie ciąży lub laktacji. Zabronione jest podawanie preparatu zwierzętom ze stwierdzoną cukrzycą, hipoglikemią. Nie należy stosować leku u zwierząt z dolegliwościami okulistycznymi, ponieważ wzrost ciśnienia śródgałkowego może być szkodliwy. Odradza się podawanie preparatu w wieku poniżej 12 tygodni. Szczególnie zabronione jest jednoczesne stosowanie substancji razem z aminami sympatykomimetycznymi.

### Działania niepożądane
Z uwagi na mechanizm działania medetomidyna może powodować m.in.:
- dolegliwości układu sercowo-naczyniowego: spowolnienie akcji serca, np. bradykardie z blokiem przedsionkowo-komorowym (1 lub 2 stopnia), dodatkowe skurcze serca, zwężenie tętnicy wieńcowej, zmniejszenie objętości wyrzutowej serca, tachykardie, sinice, nadmierne przekrwienie płuc, wątroby lub nerek ze współwystępującą niewydolnością krążenia[6][7]. W warunkach laboratoryjnych często obserwowano arytmie (szczególnie blok AV drugiego stopnia i komorowe kompleksy ucieczkowe)[3]. Przy podaniu następuje chwilowe zwiększenie ciśnienia, po którym następuje okres jego obniżenia lub powrotu do standardowej wartości
- dolegliwości układu oddechowego: zmniejszenie częstotliwości oddechów, depresja oddechowa, obrzęk płuc, okresy bezdechu
- dolegliwości układu pokarmowego: biegunka, zapalenie jelita grubego, nudności, mimowolne oddawanie stolca, wymioty. Koty są szczególnie narażone na wymioty w ciągu 5-10 minut od podania oraz przy wybudzaniu. U psów zdarza się to bardzo rzadko[7]
- nieprawidłowości w termoregulacji: najczęściej hipotermia
- drżenie mięśni
- nadwrażliwość na dźwięk
- hiperglikemia spowodowana spadkiem wydzielania insuliny
- rozszerzenie źrenic, zaciemnienie rogówki
- reakcje paradoksalne: pobudzenie zamiast uspokojenia, itp.
- mimowolne oddawanie moczu (zazwyczaj w ciągu 90-120 minut od podania)[6]
- stwardnienie i bolesność w miejscu aplikacji leku
- nadmierna sedacja, np. trudności z wybudzeniem, itp.

### Interakcje
Medetomidyna może być podawana z ketaminą. U kotów wówczas następuje zachowanie odruchów krtaniowego i gardłowego, a u niektórych mogą wystąpić bóle w trakcie domięśniowej aplikacji leku. Dodatkowo, medetomidyna w połączeniu z propofolem, może powodować mimowolne ruchy przednich kończyn u psów.
Medetomidyna nasila działanie przeciwbólowe niektórych leków. Inne substancje działające depresyjnie na OUN mogą powodować nasilenie działania substancji.
Aby znieść efekty działania medetomidyny można podać atipamezol lub johimbinę. Podanie atropiny może przyspieszyć czynność serca. Jednakże, nie zaleca się rutynowego podawania atipamezolu po podaniu medetomidyny.
Należy bezwzględnie unikać jednoczesnego stosowania medetomidyny i amin sympatykomimetycznych.